# Huangqu
Huangqu (kinesiska: 黄渠) är en köping i nordvästra Kina. Den ligger i Dunhuang i staden Jiuquan i provinsen Gansu, omkring 920 kilometer nordväst om provinshuvudstaden Lanzhou. Antalet invånare är 11 239. Befolkningen består av 4 941 kvinnor och 6 298 män. Barn under 15 år utgör 16,0 %, vuxna 15-64 år 77 %, och äldre över 65 år 6,0 %.